# Gouvernement fédéral (Allemagne)
Pour les articles homonymes, voir Gouvernement fédéral.
Le gouvernement fédéral (Bundesregierung), également appelé cabinet fédéral (Bundeskabinett) ou cabinet (Kabinett), est le gouvernement de la république fédérale d'Allemagne en application de la Loi fondamentale de 1949, en particulier des articles 62 à 69. C'est un organe constitutionnel de type collégial dirigé par le chancelier fédéral (Bundeskanzler) et rassemblant les ministres fédéraux (Bundesminister). Il exerce, sous le contrôle du Bundestag, le pouvoir exécutif pour les compétences propres de la fédération et, en coopération avec les Länder, pour les compétences partagées avec eux.
Le cabinet Merz est en fonction depuis le 6 mai 2025 ; il est dirigé par Friedrich Merz soutenu par une coalition rassemblant l'Union chrétienne-démocrate d'Allemagne (CDU), l'Union chrétienne-sociale en Bavière (CSU) et le Parti social-démocrate d'Allemagne (SPD).

## Composition
Les membres du cabinet autres que le chancelier fédéral portent tous le titre de ministre fédéral (Bundesminister).
Les gouvernements allemands sont relativement resserrés par rapport à ceux d'autres démocraties : les plus larges comportaient une vingtaine de personnes, et la moyenne est aujourd'hui autour d'une quinzaine de personnes. Le cabinet Merkel comprend seize personnes, dont quatorze ministres avec portefeuille, un ministre sans, et la chancelière elle-même.
Comme dans de nombreux pays, un certain nombre de postes de rang inférieur sont associés au travail du gouvernement et soutiennent les ministres dans l'accomplissement de leurs fonctions au ministère ou au parlement, mais ne font pas partie du gouvernement. Le Gouvernement fédéral constitue donc le gouvernement au sens restreint, comparable au Cabinet dans le système de Westminster ou au Conseil des ministres en France ou en Italie. Le gouvernement au sens large, équivalent du Gouvernement de Sa Majesté au Royaume-Uni ou du Gouvernement en France ou en Italie, n'est pas un organe formel.

### Le chancelier fédéral
Le chef de gouvernement est le chancelier fédéral (Bundeskanzler, ou Bundeskanzlerin au féminin). Il dirige l'action du Gouvernement fédéral et est le point central du pouvoir exécutif, à tel point qu'on qualifie le système politique allemand de « démocratie du chancelier » (Kanzlerdemokratie). Le chancelier fédéral assume également la responsabilité du Gouvernement fédéral devant le Bundestag : il est élu par le Bundestag à la majorité de ses membres, et ne peut être renversé que par lui.

### Les ministres fédéraux
Les ministres fédéraux sont nommés par le président fédéral sur proposition du chancelier fédéral (art. 64 al. 1 GG). Le chancelier décide de leur nombre, de leurs titres et de la répartition de leurs compétences ; sa marge de décision n'est juridiquement limitée qu'en ce qui concerne les attributions des ministres de la Défense, des Finances et de la Justice, qui résultent pour partie des dispositions de la Loi fondamentale. La proposition du chancelier résulte de sa compétence propre et n'est soumise à aucune approbation parlementaire.
Un ministre fédéral ne doit pas nécessairement être membre du Bundestag, mais ne peut exercer aucune autre activité professionnelle lorsqu'il est en fonction.
Son mandat prend fin soit avec sa révocation par le président fédéral sur proposition du chancelier (art. 64 al. 1 GG), soit lorsque les fonctions du chancelier lui-même arrivent à expiration (art. 69 al. 2 GG), notamment à la fin de chaque législature. Il peut démissionner, mais sa démission n'est effective qu'après que le président fédéral a mis fin à ses fonctions. Un ministre ne peut être individuellement censuré par le Bundestag.
Le chancelier fédéral désigne l'un des ministres fédéraux comme son suppléant (art. 69 al. 1 GG). Le suppléant du chancelier fédéral (Stellvertreter des Bundeskanzlers ou der Bundeskanzlerin), plus couramment appelé le vice-chancelier (Vizekanzler), remplit les fonctions du chancelier lorsque celui-ci est empêché (art. 8 GOBReg) ; il remplace également le chancelier à la demande de celui-ci, par exemple lorsqu'un voyage l'empêche de présider une réunion du cabinet.
Un ministre fédéral avec attributions spéciales est membre du cabinet sans toutefois diriger de ministère ; c'est un type de ministre sans portefeuille.
Le titre des cinq ministres chargés de portefeuilles « classiques » ou « régaliens » (Défense, Finances, Justice, Intérieur, Affaires étrangères) utilise l'article défini der ou des ; les titres des autres ministères utilisent la préposition für.

### Les postes de rang inférieur
Les ministres d'État (Staatsminister) et les secrétaires d'État (Staatsekretär) ne font pas partie du Gouvernement fédéral.

#### Secrétaire d'État
Administratif
Un secrétaire d'État (Staatssekretär, StS), ou officieusement secrétaire d'État administratif (beamteter Staatssekretär, BStS) est le délégué permanent du ministre pour la direction de son ministère. Certains ministères en ont deux ; en ce cas, le ministre concerné précise quelles sections du ministère entrent dans leurs attributions.
Parlementaire
Un secrétaire d'État parlementaire (parlamentarischer Staatssekretär, PStS) est chargé de soutenir politiquement un ministre fédéral dans l'accomplissement de ses obligations parlementaires et de le représenter au Bundestag. Ce poste a été créé en 1967, et l'obligation d'appartenir au Bundestag a été introduite en 1974, sauf pour ceux délégués auprès du chancelier. Il peut remplacer le ministre fédéral au Bundestag, au Bundesrat ou lors d'une réunion du cabinet. Certains ministres, comme ceux des Affaires étrangères ou des Finances, en ont deux.
Il y en a 35 dans le gouvernement actuel.

#### Délégué du gouvernement fédéral
Un délégué du Gouvernement fédéral (Beauftragter der Bundesregierung) soutient et conseille le chancelier ou un ministre sur certaines questions et de manière indépendante. Ces personnes peuvent avoir le statut de secrétaire d'État parlementaire et le titre de ministre d'État. Le règlement commun des ministères fédéraux enjoint aux ministres de les informer suffisamment tôt de tout projet relevant de leur domaine (art. 21 GGO).
En 2006, il y en a une trentaine en fonction.

#### Ministre d'État
Le président fédéral, sur proposition du chancelier, peut conférer à un secrétaire d'État parlementaire, pour la durée de son mandat ou pour une durée précise, le titre de ministre d'État (Staatsminister, StM). Le titre a notamment été utilisé pour des ministres d'État auprès du ministre fédéral des Affaires étrangères (Staatsminister beim Bundesminister des Auswärtigen), car il est jugé plus prestigieux dans le cadre de leurs activités à l'étranger.
À la Chancellerie, certains secrétaires ont également reçu le titre de ministre d'État auprès du chancelier fédéral (Staatsminister beim Bundeskanzler), par exemple le délégué du Gouvernement fédéral à la culture et aux médias institué en 1998 par Gerhard Schröder.

## Organisation
L'article 65 de la Loi fondamentale dispose de trois principes sur la prise des décisions au sein du Gouvernement fédéral :
- le principe du chancelier (Kanzlerprinzip), en vertu duquel le chancelier fédéral « fixe les grandes orientations de la politique » : ces orientations obligent les membres du cabinet, qui, à leur niveau de compétence, ne peuvent prendre de décisions qui leur seraient contraires ;
- le principe de la compétence (Ressortprinzip), qui permet à chaque ministre fédéral de « dirige[r] son département de façon autonome et sous sa propre responsabilité » : il peut préparer des projets législatifs sans intervention du chancelier ou du cabinet, pourvu qu'il suive en cela les directions générales de la politique données par le chancelier, et répond de ses décisions devant le Bundestag ;
- le principe de collégialité (Kollegialprinzip), en vertu duquel le cabinet « tranche les divergences d'opinion entre les ministres fédéraux » et débat des affaires les plus importantes, notamment la participation au processus législatif (art. 76 GG), la convocation du comité de conciliation (art. 77 al. 2 GG), la prise de règlements (art. 80 GG) et l'appel au Tribunal constitutionnel fédéral (art. 93 al. 1 GG).

Cet article dispose également que le travail gouvernemental est organisée par le règlement du Gouvernement fédéral (Geschäftsordnung der Bundesregierung, GOBReg), pris par le chancelier après approbation du président fédéral. Ce règlement a été publié le 11 mai 1951 par Konrad Adenauer, et modifié pour la dernière fois en 2002.

## Relations avec le Bundestag
Le Bundestag peut à tout moment exiger la présence du chancelier fédéral ou d'un ministre fédéral. En contrepartie, les membres du cabinet ont le droit d'assister à toute séance du Bundestag ou d'un de ses comités et d'y prendre la parole en tant que tels, sans que leur intervention ne soit comptabilisée dans le temps de parole du groupe auquel ils appartiennent éventuellement en tant que députés.
La tradition d'un « cabinet fantôme », venue du système de Westminster, ne s'est jamais installée en Allemagne, malgré une tentative de Willy Brandt en 1961 ; un gouvernement doit en effet généralement être soutenu par une coalition plutôt que par un seul parti, ce qui rend difficile de composer une équipe avant même les élections. Il est cependant devenu courant que le principal parti d'opposition désigne une Kompetenzteam (équipe de compétences), rassemblant ses principaux membres avec une répartition des grands domaines de la politique gouvernementale.

## Administrations

### Les ministères fédéraux
La République fédérale d'Allemagne, comme la plupart des États, n'a pas de structure ministérielle fixe : les ministères fédéraux (Bundesministerien) sont des administrations fédérales suprêmes dont les titres et compétences correspondent à ceux de chaque membre du cabinet, lesquels varient généralement à chaque nomination d'un nouveau cabinet. Seuls les ministères des Finances, de la Défense et de la Justice sont « obligatoires », car ils sont cités dans la Loi fondamentale.
Les changements les plus importants dans la structure des départements ministériels furent la création d'un ministère chargé de la défense par Konrad Adenauer dans les années 1950 ; une vaste réorganisation par Willy Brandt lors de la formation de son premier cabinet en 1969, qui vit notamment la disparition de trois ministères ; et la création par Gerhard Schröder, lors de la formation de deuxième cabinet en 2002, d'un « super-ministère » chargé de l'ensemble de la politique économique et de l'emploi, scindé en 2005.
Les gouvernements étant généralement relativement resserrés, les plus larges en termes de départements ministériels étaient les cabinets Erhard I (1963-1965) et Erhard II (1965-1966) avec dix-neuf ministères, et le plus resserré était le cabinet Schröder II (2002-2005) avec treize.
Il y a quatorze ministères dans le cabinet Merkel :
- l'office des Affaires étrangères ;
- le ministère fédéral de l'Intérieur ;
- le ministère fédéral de la Justice ;
- le ministère fédéral des Finances ;
- le ministère fédéral de l'Économie et de la Technologie ;
- le ministère fédéral du Travail et des Affaires sociales ;
- le ministère fédéral de l'Alimentation, de l'Agriculture et de la Protection du consommateur ;
- le ministère fédéral de la Défense ;
- le ministère fédéral de la Famille, des Personnes âgées, des Femmes et de la Jeunesse ;
- le ministère fédéral de la Santé ;
- le ministère fédéral des Transports, des Travaux publics et du Développement urbain ;
- le ministère fédéral de l'Environnement, de la Protection de la nature et de la Sécurité nucléaire ;
- le ministère fédéral de l'Éducation et de la Recherche ;
- le ministère fédéral de la Coopération économique et du Développement.

Plusieurs ministères ont disparu :
- le ministère fédéral des Affaires du plan Marshall (1949-1953) ;
- le ministère fédéral des Affaires du Conseil fédéral (1949-1969) ;
- le ministère fédéral des Expulsés, des Réfugiés et des Blessés de guerre (1949-1969) ;
- le ministère fédéral des Questions pan-allemandes, puis des Relations intra-allemandes (1949-1991) ;
- le ministère fédéral des Postes et des Télécommunications (1949-1998) ;
- le ministère fédéral du Trésor (1957-1969) ;
- le ministère fédéral des Affaires du Conseil fédéral de défense (1964-1966).

Bien que le siège du Gouvernement fédéral en tant qu'organe constitutionnel soit à Berlin depuis 1999, six ministères ont leur siège principal dans l'ancienne capitale, Bonn, et disposent d'un siège secondaire à Berlin. Les autres ministères ont leur siège principal à Berlin et un siège secondaire à Bonn. La majorité des fonctionnaires gouvernementaux est localisée à Bonn.

### La Chancellerie fédérale
La Chancellerie fédérale (Bundeskanzleramt) est l'administration chargée de soutenir le chancelier fédéral dans l'accomplissement de ses fonctions. Elle joue un rôle central dans la programmation de la politique gouvernementale, la coordination du travail des ministres fédéraux, et la mise en œuvre des directives du chancelier.

### L'office de presse et d'information du Gouvernement fédéral
L'office de presse et d'information du Gouvernement fédéral (Presse- und Informationsamt der Bundesregierung), l'administration chargée de la communication de l'ensemble du Gouvernement fédéral, est placé sous la responsabilité du chancelier, sans toutefois faire partie de la Chancellerie fédérale.

## Gouvernement actuel
| Poste | Titulaire | Titulaire            | Parti |
| --- | --------- | -------------------- | ----- |
| Chancelier fédéral                                                                                        |           | Friedrich Merz       | CDU   |
| Vice-chancelier Ministre fédéral des Finances                                                             |           | Lars Klingbeil       | SPD   |
| Ministre fédérale de l'Économie et de l'Énergie                                                           |           | Katherina Reiche     | CDU   |
| Ministre fédéral de l'Intérieur et de la Patrie                                                           |           | Alexander Dobrindt   | CSU   |
| Ministre fédéral des Affaires étrangères                                                                  |           | Johann Wadephul      | CDU   |
| Ministre fédérale de la Justice et de la Protection des consommateurs                                     |           | Stefanie Hubig       | SPD   |
| Ministre fédérale du Travail et des Affaires sociales                                                     |           | Bärbel Bas           | SPD   |
| Ministre fédéral de la Défense                                                                            |           | Boris Pistorius      | SPD   |
| Ministre fédéral de l'Alimentation et de l'Agriculture                                                    |           | Alois Rainer         | CSU   |
| Ministre fédérale de la Famille, des Personnes âgées, des Femmes et de la Jeunesse                        |           | Karin Prien          | CDU   |
| Ministre fédérale de la Santé                                                                             |           | Nina Warken          | CDU   |
| Ministre fédéral des Transports                                                                           |           | Patrick Schnieder    | CDU   |
| Ministre fédéral de l'Environnement, du Climat, de la Protection de la Nature et de la Sécurité nucléaire |           | Carsten Schneider    | SPD   |
| Ministre fédérale de la Recherche, de la Technologie et de l'Espace                                       |           | Dorothee Bär         | CSU   |
| Ministre fédérale de la Coopération économique et du Développement                                        |           | Reem Alabali-Radovan | SPD   |
| Ministre fédérale du Logement, du Développement urbain et de la Construction                              |           | Verena Hubertz       | SPD   |
| Ministre fédéral de la Numérisation et la Modernisation de l'État                                         |           | Karsten Wildberger   | Sans  |
| Ministre fédéral avec attributions spéciales Directeur de la chancellerie fédérale                        |           | Thorsten Frei        | CDU   |